# Töjning

Töjning av kroppar.

Töjning (elongation) är ett enhetslöst, geometrioberoende mått på deformationsgraden hos en kropp som utsätts för en mekanisk kraft.
Den betecknas med e för teknisk töjning eller ε (epsilon) för sann töjning. Töjning kan anta både positiva och negativa värden beroende på om objektet utsatts för drag- eller tryckspänning.
Töjning beräknas som längdförändringen (alltså inte totallängden) dividerat med ursprungslängden.
Trots att töjningen är dimensionslös  anger man ibland måttet på töjningen i ”enheten” strain som då betecknas med bokstaven ε (strain är engelska ordet för töjning). En strain är en förlängning på en meter per meter, det vill säga, vid töjningen en strain har något dragits ut till dubbla ursprungslängden. En strain är i de flesta sammanhang en mycket stor töjning och förekommer egentligen bara i mycket elastiska material som gummiband. För vanliga konstruktionsmaterial brukar man istället tala om microstrain (µm/m eller µε).

## Teknisk töjning
Teknisk töjning är en linjär approximation av töjning. 
För en elastisk kropp med längden {\displaystyle L_{0}} som belastas så att den får längden {\displaystyle L_{1}} gäller att 
{\displaystyle e={\delta  \over L_{0}}}      där       {\displaystyle {\delta =L_{1}}} - {\displaystyle L_{0}}
där δ står för den erhållna förlängningen eller förkortningen {\displaystyle L_{1}} - {\displaystyle L_{0}}, och {\displaystyle L_{0}} för ursprunglig längd.

## Sann töjning
Den verkliga töjningen kallas sann töjning, naturlig töjning eller logaritmisk töjning:
{\displaystyle \epsilon =\ln {L_{1} \over L_{0}}},
där {\displaystyle L_{1}} står för längd efter deformation och {\displaystyle L_{0}} för längd före deformation (ursprunglig längd). En fördel med denna definition är att addering av två töjningar efter varandra är exakt:
{\displaystyle \epsilon =\ln {\frac {L_{2}}{L_{0}}}=\ln \left({\frac {L_{2}}{L_{1}}}\times {\frac {L_{1}}{L_{0}}}\right)=\epsilon _{2}+\epsilon _{1}}
För "små" töjningar blir sann töjning samma som teknisk töjning, då ln(1+x) ≈ x för små x.